# 克罗德罗内斯克
克罗德罗内斯克（法語：Cros-de-Ronesque）是法国康塔尔省的一个市镇，属于欧里亚克区（Aurillac）。该市镇总面积16.23平方公里，2009年时的人口为143人。

## 人口
克罗德罗内斯克人口变化图示
| 数据来源：INSEE |